# Lohardaga
Lohardaga est une ville indienne située dans le district de Lohardaga dans l’État du Jharkhand. En 2001, sa population était de 46 204 habitants.

## Source de la traduction
- (en) Cet article est partiellement ou en totalité issu de l’article de Wikipédia en anglais intitulé « Lohardaga » (voir la liste des auteurs).